# Валтерський Врх
Валтерський Врх (словен. Valterski Vrh) — поселення в общині Шкофя Лока, Горенський регіон, Словенія. Висота над рівнем моря: 677,3 м.